# Álvaro Villas Boas
Álvaro Villas-Bôas (São Paulo, 1926 - Bauru, 22 de agosto de 1995) foi um indigenista brasileiro, presidente da Fundação Nacional do Índio (Funai) em 1985.
Álvaro Villas-Bôas foi o mais novo dos irmãos Villas-Bôas. Nasceu em São Paulo, em 1926. Trabalhou como os irmãos na área do Parque Indígena do Xingu de 1961 a 1962, mas fixou-se em São Paulo, onde se dedicou a dar apoio logístico às missões realizadas no interior do país. Chegou a assumir a presidência da Funai por um curto período de tempo, em 1985. Morreu  na cidade paulista de Bauru, em 22 de agosto de 1995. É o menos conhecido dos irmãos Villas-Bôas, porém foi um importante indigenista brasileiro.